# Carmelo Cammarata
Carmelo Cammarata (Bivona, 17 aprile 1924 – Bivona, 27 marzo 1999) è stato uno scultore italiano, noto prevalentemente a livello regionale.
Di umili origini, ha svolto il mestiere di contadino. Nel poco tempo libero si dilettava a dipingere e talvolta anche ad affrescare pareti delle abitazioni prese in affitto. Iniziò quindi ad acquisire una particolare passione per la scultura, prima in gesso e poi su marmi o alabastri o legni.
Scultore autodidatta, raggiunse la piena maturità artistica sul finire degli anni sessanta, quando fu chiamato da alcuni intellettuali a partecipare al recupero di un'opera d'arte del Serpotta, in serio pericolo in una vecchia chiesa diroccata.
Carmelo Cammarata, scolpiva arenaria nel suo laboratorio artistico che egli stesso aveva costruito nelle vicinanze della propria abitazione, una casupola di pochi metri quadri. Scolpiva anche sull'alabastro, sull'onice, sull'agata, sul legno.
Capitava spesso, anche nelle giornate di festa, che mentre seduto nella “bottega” intento a commentare un'opera finita, per rilevarne pregi, difetti e tematiche, lo scultore si alzava di scatto e, anche se con scarpe pulite e lucide, si faceva accompagnare in zone di campagna, in contrade impervie, alla ricerca di pietre e marmi da servire per le prossime opere da realizzare.
Contribuì alla nascita del Centro Culturale Il Pegaso, fondato da Cesare Sermenghi, che divenne presto cenacolo di iniziative quali mostre di pittura e di scultura, readings e manifestazioni culturali di varia natura con la partecipazione di letterati quale Leonardo Sciascia, maestri di pittura e scultura quali Renato Guttuso e Ugo Attardi, cantautori e attori teatrali quali Rosa Balistreri e Dario Fo, per citarne alcuni.
Ha partecipato a numerose mostre (personali e collettive) ricevendo numerosi riconoscimenti. Nell'enciclopedia "La storia della Sicilia" è citato come rappresentante del "naïf" siciliano.